# Bosque estatal de Goethe

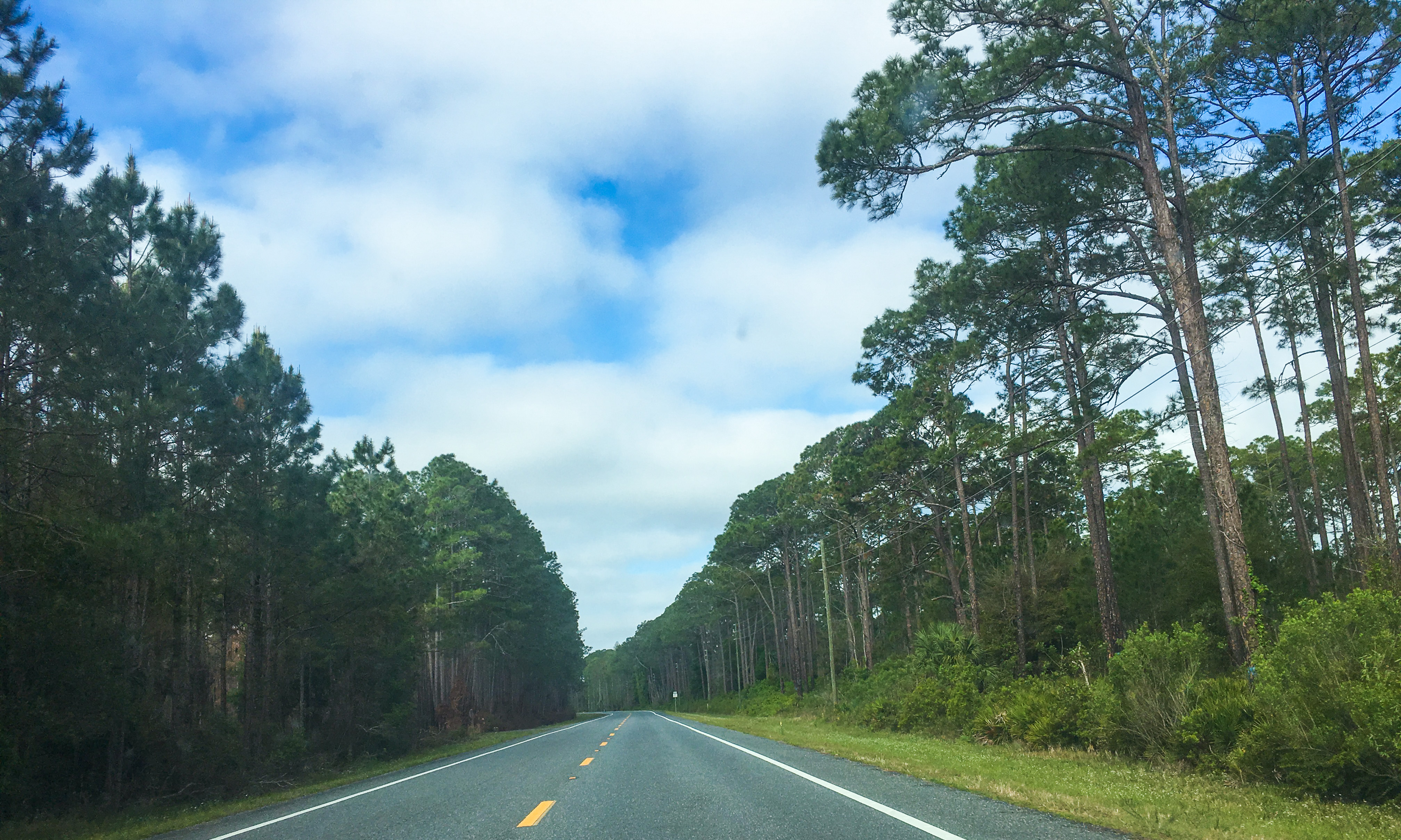
Bosque Estatal de Goethe.

El Bosque Estatal de Goethe se localiza en el estado de Florida, EE. UU. Con una extensión de 53,398 acres (216 km²), se encuentra cerca de la costa del Golfo, al noroeste de Dunnellon. En la carretera del condado 337, los visitantes pueden acceder al bosque desde cuatro puntos de partida de senderos. Esta área es conocida por su diversidad de hábitats, que incluyen bosques de pinos y pantanos, ofreciendo oportunidades para la observación de vida silvestre y actividades al aire libre. El uso principal del sendero es ecuestre, tanto con jinetes como con carros. Goethe es conocido por su población de pájaros carpinteros de cresta roja, un ave rara endémica de los bosques de pinos de hoja larga de la llanura costera del sureste . 
El bosque fue establecido en 1992 y recibió el nombre de James Tillinghast Goethe (1897–1993), propietario de una empresa maderera local que donó la mayor parte de sus tierras al estado para su conservación. Otras áreas de terreno se adquirieron por separado en 2010.
La zona principal del bosque también está coadministrada por la Comisión de Conservación de Pesca y Vida Silvestre de Florida, que la declara Área de Manejo de Vida Silvestre de Goethe.  La FWC adquirió las áreas de Watermelon Pond en 2007 y las fusionó con el bosque en 2010.
Las áreas de manejo de vida silvestre cercanas que ayudan a la preservación de la tierra en el suroeste del condado de Levy incluyen el Área de Manejo de Vida Silvestre Gulf Hammock, el Parque Estatal Waccasassa Bay Preserve, la Reserva Estatal Cedar Key Scrub y el Área de Manejo de Vida Silvestre Devils Hammock.

## Galería

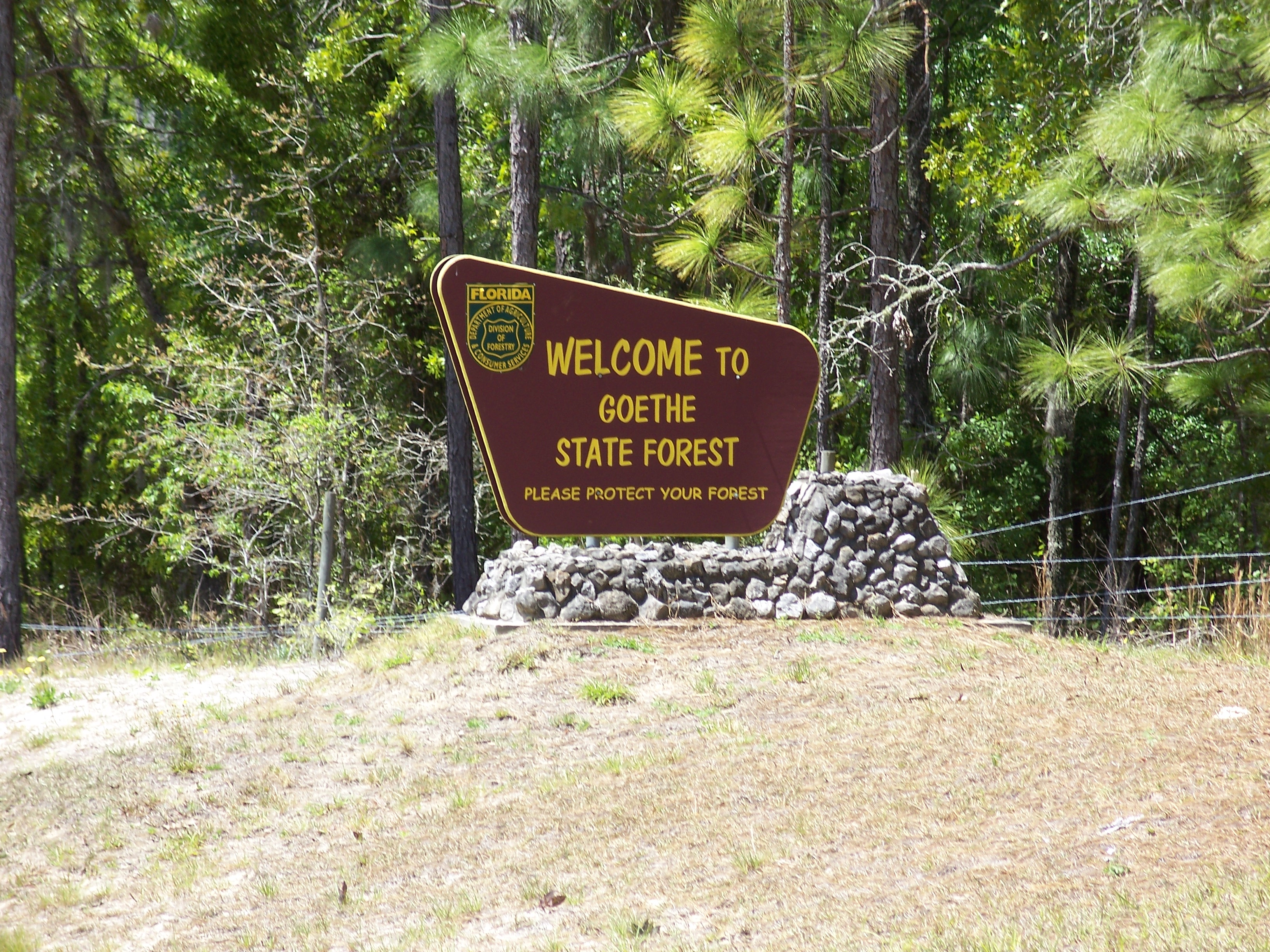
Entrada este.
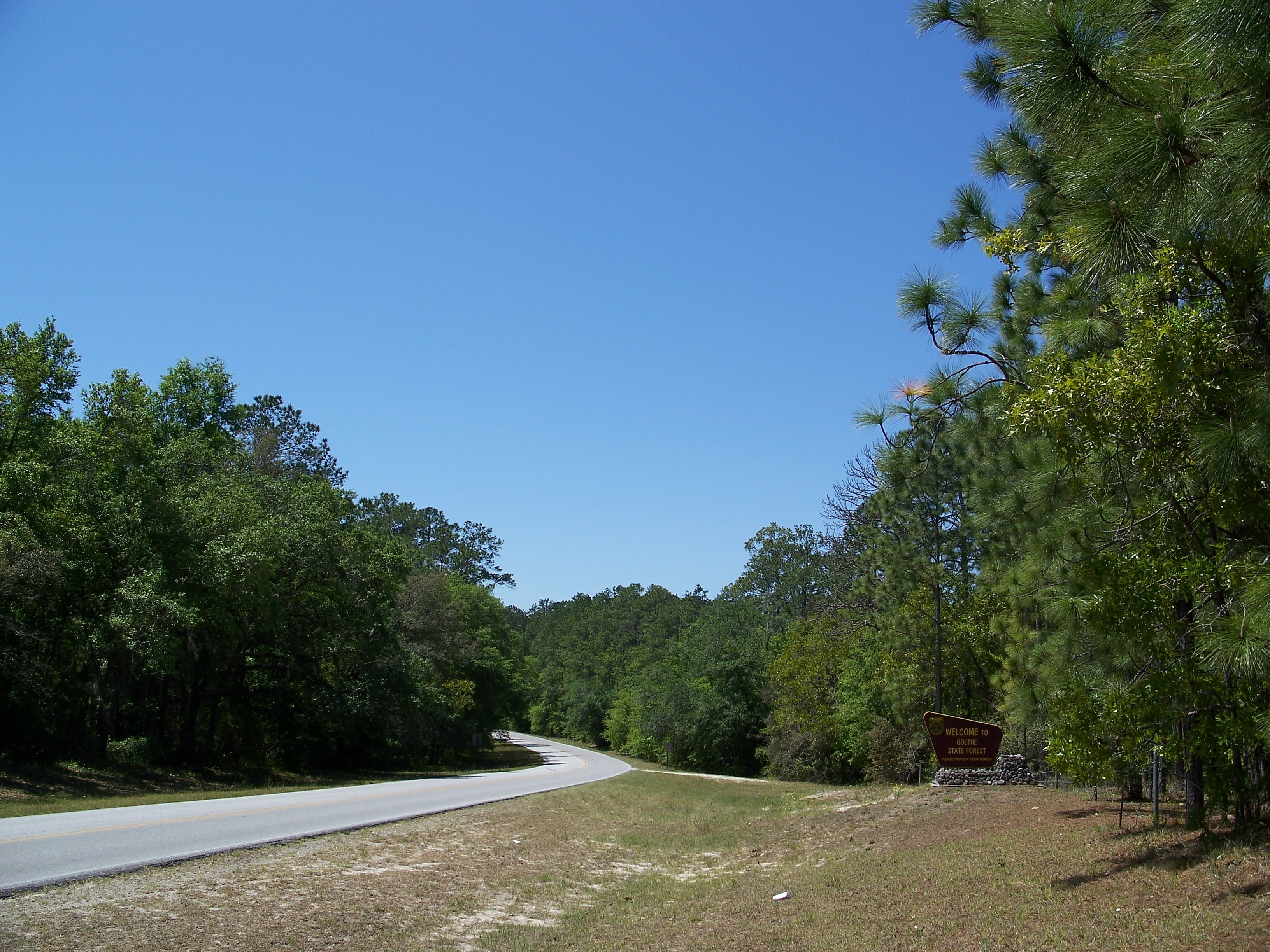
SR 326 hacia el bosque.
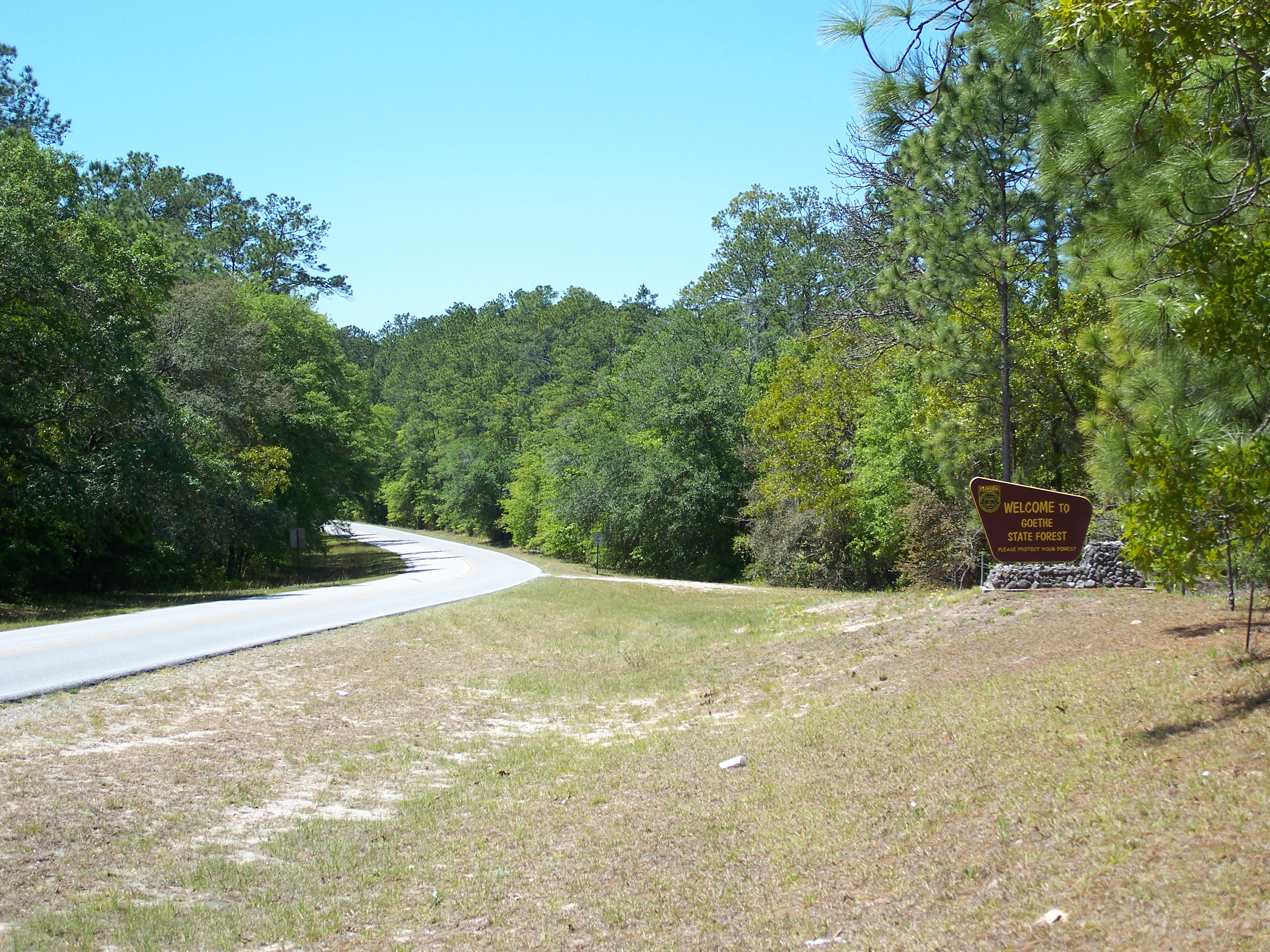
SR 326 hacia el bosque.